# Roger Aaron Brown
Pour les articles homonymes, voir Brown.
Cet article possède un paronyme, voir Roger Brown.
Roger Aaron Brown est un acteur américain, né le 12 juin 1949 à Washington DC (États-Unis).

## Filmographie

### Cinéma
- 1950 : Inmaculada de Julio Bracho
- 1973 : La Nuit des fous vivants (The Crazies) de George A. Romero : #3 Soldier at house
- 1979 : Star Trek, le film (Star Trek: The Motion Picture) de Robert Wise : Epsilon Technician
- 1980 : First Family (en) de Buck Henry
- 1982 : Don't Cry, It's Only Thunder de Peter Werner : Moses Drapper
- 1986 : Cobra de George Cosmatos : Policeman #2
- 1987 : Aux frontières de l'aube (Near Dark) de Kathryn Bigelow : Cajun Truck Driver
- 1988 : Action Jackson de Craig R. Baxley : Officer Lack
- 1988 : Pleine Lune sur Parador (Moon over Parador), de Paul Mazursky : Desmond
- 1988 : Futur immédiat, Los Angeles 1991 (Alien Nation) de Charles Baker : Det. Bill Tuggle
- 1990 : Deux flics à Downtown (Downtown) de Richard Benjamin : Lt. Sam Parral
- 1990 : RoboCop 2 d'Irvin Kershner : Whittaker
- 1990 : Le Flic de l'enfer 2 (Maniac Cop 2) de William Lustig (voix)
- 1991 : Meet the Applegates (en) de Michael Lehmann : Sheriff Heidegger
- 1991 : Un cri du cœur (Shout) de Jeffrey Hornaday : Additional Voices (voix)
- 1994 : Lune rouge (China Moon) de John Bailey : Police Captain
- 1995 : Galaxis de William Mesa : Detective Carter
- 1995 : Les Légendes de l'Ouest (Tall Tale) de Jeremiah S. Chechik : John Henry
- 1997 : ADN (DNA) (vidéo) de William Mesa : Loren Azenfeld
- 1999 : A Glance Away de Brin Hill : Earl Diggins

### Télévision
- 1972 : Cyrano de Bergerac (en) (TV) : Bellerose, Cadet
- 1974 : L'Inquiétant Ronald (en) (Bad Ronald) (TV) : Sgt. Carter
- 1975 : Foster and Laurie (TV) : Sims
- 1976 : McNaughton's Daughter (TV) : Zareb Parker
- 1977 : La Course contre la mort (en) (The 3,000 Mile Chase) (TV) : Prosecutor
- 1977 : L'Incroyable Hulk (The Incredible Hulk) (TV) : Lab Technician
- 1979 : Autoroute pour la mort (Death Car on the Freeway) (TV) : Eddie
- 1981 : Thornwell (TV) : Court officer
- 1981 : Des jours et des vies (Days of Our Lives) (feuilleton TV) : Danny Grant #3
- 1984 : Péchés de jeunesse (Sins of the Past) (TV) : Dennis Warren
- 1984 : I Married a Centerfold (en) (TV) : Bob Waters
- 1985 : Droit de vengeance (Streets of Justice) (TV) : Det. Crowther
- 1986 : Outlaws (en) (TV)
- 1989 : MacGyver
  - (saison 4, épisode 16 "Non, je rêve ou quoi ?") : Vice-Président Edward Mantu
  - (saison 5, épisode 8 "La piste des rhinocéros") : Général Mabuto
- 1992 : Acte de vengeance (With a Vengeance) (TV) : Arnold
- 1993 : Les Ailes du destin (I'll Fly Away) (série télévisée) : Reverend Henry
- 1994 : Les Cris du cœur (en) (Cries from the Heart) (TV) : Eliot
- 1994 : Seuls au monde (en) (On Our Own) (série télévisée) : Gordon Ormsby
- 2000 : Miracle sur la deuxième ligne (TV) : Vic Sauder
- 2000 : Washington Police (The District) (série télévisée) : Deputy Chief Joe Noland
- 2006 : Esprits criminels (Criminal minds) (Série TV): Gardien Charles diehl (Saison 1, épisode 14)
- 2009 - 2010 : Supernatural (TV) : Joshua
- 2010 : Saving Grace (TV) : Lieutenant Percy Yukon
- 2023 : Tiny Beautiful Things : James (1 épisode)